# Фещенко Ольга Василівна
Ольга Василівна Фещенко (нар. 1956) — українська радянська діячка, крутильниця Київського виробничого об'єднання «Хімволокно». Депутат Верховної Ради УРСР 10-го скликання.

## Біографія
Освіта середня. Член ВЛКСМ.
З 1976 року — крутильниця Київського виробничого об'єднання «Хімволокно» імені 50-річчя Великої Жовтневої соціалістичної революції.